# Щербак, Владимир Анатольевич
Владимир Анатольевич Щербак (26 января 1970, Омск, СССР) — российский футболист, тренер.

## Карьера

### Футболиста
В качестве футболиста выступал на позиции защитника в командах: «Иртыш» (Омск), «Динамо» (Омск), «Шахтёр» (Киселёвск), «Молния» (Омск).
В 1992 году принял участие в первом Чемпионате Казахстана по футболу. В составе петропавловского «Металлиста» Щербак провёл 17 игр и забил 1 гол в Высшей казахстанской лиге. Затем вместе со своим партнёром Евгением Гошицким полузащитник перешёл в омское «Динамо». Завершил свою игровую карьеру из-за травмы.

### Тренера
Начинал свою тренерскую карьеру Владимир Щербак в частной школе в Омске. Потом он попал в Тольятти в Академию Коноплёва. Некоторое время Щербак входил в тренерский штаб ФК «Тольятти». Затем он принял предложение Леонида Слуцкого поработать в самарских «Крыльях Советов». Сначала Щербак занимал должность селекционера, а затем он перешёл на пост тренера молодёжной команды.
В 2010 году возглавил юношескую сборную России до 17 лет. В феврале 2014 года был назначен главным тренером футбольного клуба второго дивизиона «Строгино» (Москва). В январе 2017 перешёл на работу в клуб ФНЛ «Тосно», с которым вышел в премьер-лигу. В ноябре, после поражений клуба от «Краснодара» 1:3 и «Зенита» 0:5 был отстранён от работы.
В июне 2022 года вошёл в тренерский штаб Игоря Колыванова в ивановском «Текстильщике». В декабре 2023 года покинул его.
В конце 2024 — начале 2025 тренировал медиафутбольную команду ФК «10». Затем — медийный клуб Chertanovo. 2 июля 2025 года возглавил омский «Иртыш» из Второй лиги.

## Семья
Сын Денис Щербак — футболист, чемпион Европы среди юношей до 17 лет 2006 года.